# Episodi de L'ispettore Gadget
Ecco la lista degli episodi del cartone animato L'ispettore Gadget.

## Episodi

### Stagione 1
1. Le olimpiadi invernali (Winter Olympics)
2. Il mostro del lago (Monster Lake)
3. Alla fattoria (Down on the Farm)
4. Gadget al circo (Gadget at the Circus)
5. Viaggio in Amazzonia (The Amazon)
6. La clinica di bellezza (Health Spa)
7. In crociera (The Boat)
8. Il castello incantato (Haunted Castle)
9. Al gran premio (Race to the Finish)
10. Il rubino (The Ruby)
11. Una missione musicale (A Star is Lost)
12. Non è oro tutto ciò che luccica (All That Glitters)
13. Un film pericoloso (Movie Set)
14. Il parco dei divertimenti (Amusement Park)
15. I tesori d'arte (Art Heist)
16. L'isola del vulcano (Volcano Island)
17. L'invasione dei marziani (The Invasion)
18. Riunione top secret (The Infiltration)
19. La maledizione del Faraone (The Curse of the Pharaoh)
20. Trappola mortale (M.A.D. Trap)
21. Un po' di allenamento (Basic Training)
22. L'isola del riposo (Sleeping Gas)
23. Il sostituto di Gadget (Gadget's Replacement)
24. Il pollice verde (Greenfinger)
25. Gadget nel far west (Gadget Goes West)
26. Pronti per il lancio (Launch Time)
27. Safari fotografico (Photo Safari)
28. Trappola a cucù (The Coo-Coo Clock Caper)
29. Nel triangolo delle Bermuda (The Bermuda Triangle)
30. Il microchip (The Japanese Connection)
31. Notte d'Arabia (Arabian Nights)
32. Il fantasma della miniera (A Clear Case)
33. Cioccolato al diamante (Dutch Treat)
34. Terreno instabile (The Great Divide)
35. Hong Kong connection (Eye of the Dragon)
36. Doppio gioco (Doubled Agent)
37. Una star della lirica (Plantform of the Opera)
38. L'antica città sepolta (Don't Hold Your Breath)
39. Un potente starnuto (Gone Went the Wind)
40. Il re depresso (King Wrong)
41. L'isola dei pirati (Pirate Island)
42. Scuola di polizia (M.A.D. Academy)
43. Mal di Malesia (No Flies on Us)
44. Una sfortuna sfacciata (Luck of the Irish)
45. Principe dei Gitani (Prince of the Gypsies)
46. La Capra Sacra (Old Man of the Mountain)
47. Il papero di smeraldo (The Emerald Duck)
48. La crisi del latte (Do Unto Udders)
49. Il fascino dell'antica Grecia (Did You Myth Me?)
50. L'isola da affondare (A Bad Altitude)
51. La banda dei falsari (Funny Money)
52. Il mistero dei jet scomparsi (Follow That Jet)
53. Una grave carestia (Dry Spell)
54. L'oro non puzza (Smeldorado)
55. Missione sotto zero (Quimby Exchange)
56. La macchina del tempo (Weather in Tibet)
57. La setta misteriosa (Unhenged)
58. L'impermeabile strappato (Snakin' All Over)
59. La casetta in Canada (In Seine)
60. L'incantatore di serpenti (Tree Guesses)
61. La banda di volatili (Birds of a Feather)
62. Così è scritto (So it is Written)
63. Il cane prodigio (Fang the Wonder Dog)
64. Scuola di ladri (School for Pickpockets)
65. Master quiz (Quiz Master)

### Stagione 2
1. Il magico Gadget (Magic Gadget)
2. La seduta spiritica (The Great Wambini's Seance)
3. Partita truccata (Wambini Predicts)
4. Un assistente (The Capeman Cometh)
5. Apprendista poliziotto (Crashcourse in Crime)
6. I gadget di Gadget (Gadget's Gadgets)
7. I mini agenti M.A.D. (Gadget in Minimadness)
8. L'incredibile mini Gadget (The Incredible Shrinking Gadget)
9. Il mostro dal cuore tenero (Gadget Meets the Grappler)
10. Incubi ricorrenti (Busy Signal)
11. Acchiappa fantasmi (Ghost Catchers)
12. Furti... per telefono (Bad Dreams are Made of This)
13. La stazione spaziale (Focus on Gadget)
14. Missione sulla luna (Mad in the Moon)
15. Gadget nello spazio (N.S.F. Gadget)
16. Gadget nella preistoria (Tyrannosaurus Gadget)
17. Il tesoro di Roma (Gadget's Roma)
18. I gadget spazzacamini (Gadget's Clean Sweep)
19. Il Padrino (Gadget Meets the Clan)
20. Arsenico e vecchi merletti (Gadget and Old Lace)
21. Alla ricerca della rosa rossa (Gadget and the Red Rose)
22. Non Mangiare Troppo
("Don't Eat To Much")

| L'ispettore Gadget | L'ispettore Gadget |
| ------------------ | --- |
| Serie televisive   | L'ispettore Gadget (Episodi) (1983) · È piccolo, è bionico, è sempre Gadget (1995) · Gadget e Gadgettini (2002) · L'ispettore Gadget (2015) |
| Film live-action   | L'Ispettore Gadget (1999) · Inspector Gadget 2 (2003) |
| Film d'animazione  | Ispettore Gadget salva il Natale (1992) · Ispettore Gadget - L'ultimo caso (2002) · La grande impresa dell'ispettore Gadget (2005) |
| Videogiochi        | Inspector Gadget and the Circus of Fear (1987) · Inspector Gadget: Mission 1 – Global Terror! (1992) · Inspector Gadget (1993) · Inspector Gadget: Operation Madkactus (2000) · Inspector Gadget: Gadget's Crazy Maze (2001) · Inspector Gadget: Advance Mission (2001) · Inspector Gadget: Mad Robots Invasion (2003) · Gadget & Gadgetinis (2004) · Ispettore Gadget - MAD Time Party (2023) |
 Portale Animazione: accedi alle voci di Wikipedia che trattano di animazione